# Берлинер Грамофон
Берлинер Грамофон (на английски: Berliner Gramophone) е американска звукозаписна компания, първият американски лейбъл за грамофонни плочи. За просвирването на издаваните от компанията записи е бил необходим грамофон – изобретението на Емил Берлинер.